# Бобая (Горж)
Бобая (рум. Bobaia) — село у повіті Горж в Румунії. Входить до складу комуни Аніноаса.
Село розташоване на відстані 207 км на захід від Бухареста, 36 км на південний схід від Тиргу-Жіу, 53 км на північний захід від Крайови.

## Населення
За даними перепису населення 2002 року у селі проживали 325 осіб, усі — румуни. Усі жителі села рідною мовою назвали румунську.